# Andrea Gabrieli
Andrea Gabrieli, född cirka 1533 död 30 augusti 1586, var en italiensk kompositör i den sena renässansen.
Gabrieli var den första internationellt kända kompositören av Venedigskolan, vilka var verksamma vid Markuskyrkan. Gabrieli blev 1536 sångare och 1566 organist vid Markuskyrkan. Hans musik omfattar till stor del vokalmusik med andliga inslag, men även instrumentalverk, "cantiones", mässor, madrigaler och psalmer. Han var en av de första som skapat egentliga orkesterstycken. Gabrieles orgelstycken utgör ett viktigt stadium i körstilens överförande till instrumentalstilen och betecknar därmed en betydelsefull fas i fugan och canzonens äldsta historia.
Gabrielis mest kända lärjungar var Hans Leo Hassler och Giovanni Gabrieli (brorson till Andrea Gabrieli).